# Chiesa di Sant'Antonio da Padova (Segonzano)
La chiesa di Sant'Antonio da Padova è una chiesa sussidiaria a Gaggio, frazione del comune sparso di Segonzano in Trentino. Il luogo di culto rientra nella zona pastorale di Mezzolombardo dell'arcidiocesi di Trento e risale al XIX secolo.

## Storia
La piccola chiesa dedicata al santo di Padova nella località di Gaggio risale al 1800. La sagrestia venne edificata all'inizio del XX secolo e subito dopo l'edificio fu sottoposto ad un restauro, ricordato da una incisione sul portale dell'ingresso.
Nel primo dopoguerra le volte della piccola sala e del presbiterio sono state decorate, ed anche in questo caso l'evento viene ricordato con una scritta sull'arco di accesso al presbiterio. Attorno al 1967 il presbiterio ha subito alcuni aggiornamenti per l'adeguamento liturgico realizzato solo parzialmente, con la sistemazione della mensa al popolo che riutilizza il paliotto prima appartenente all'altare maggiore storico.
Il dipinto della pala d'altare, opera di P.N. Barcatta e raffigurante Sant'Antonio da Padova è stato rubato nel 1979 ed a suo posto è stata messa una riproduzione fotografica.
A partire dal 1973 e sino al 2003 il piccolo edificio sacro è stato oggetto di alcuni interventi di restauro conservativo che hanno portato ad una ristrutturazione per consolidare la chiesa e proteggerla dalle infiltrazioni di acqua, alla sistemazione di sottofondazioni di rinforzo, alla riparazione dei danni nelle murature, alla sistemazione della copertura e alla ritinteggiatura.
Gli ultimi interventi realizzati hanno riguardato la messa a norma dell'impianto elettrico e il rifacimento delle pavimentazioni.

## Descrizione

### Esterni
Il piccolo luogo di culto, che ha orientamento verso nord-est, è posto nella parte settentrionale dell'abitato di Gaggio. La facciata a capanna è molto semplice, con due spioventi. Il portale di accesso è affiancato sulla destra da una piccola finestrella ed è sormontato, in asse, dal grande oculo che porta luce alla sala.

### Interni
La navata interna è unica con volta a botte e divisa in due campate. Il presbiterio è leggermente rialzato.